# Giuseppe Castiglione
Giuseppe Castiglione  , chino simplificado; 郎世宁, chino tradicional: 郎世寧, pinyin: Láng Shìníng. (Milán, 19 de julio de 1688 - Pekín 17 de julio de 1766). Fue un misionero jesuita y pintor italiano. Desarrolló gran parte de su actividad en China.
Giuseppe Castiglione es indiscutiblemente el artista occidental más famoso de entre todos los extranjeros que trabajaron en China. Trabajó para tres emperadores (Kangxi, Yongzheng y Qianlong) creando un estilo original de pintura que une la técnica occidental con la china. Sus pinturas se conservan en los museos imperiales de Pekín y de Taipéi.

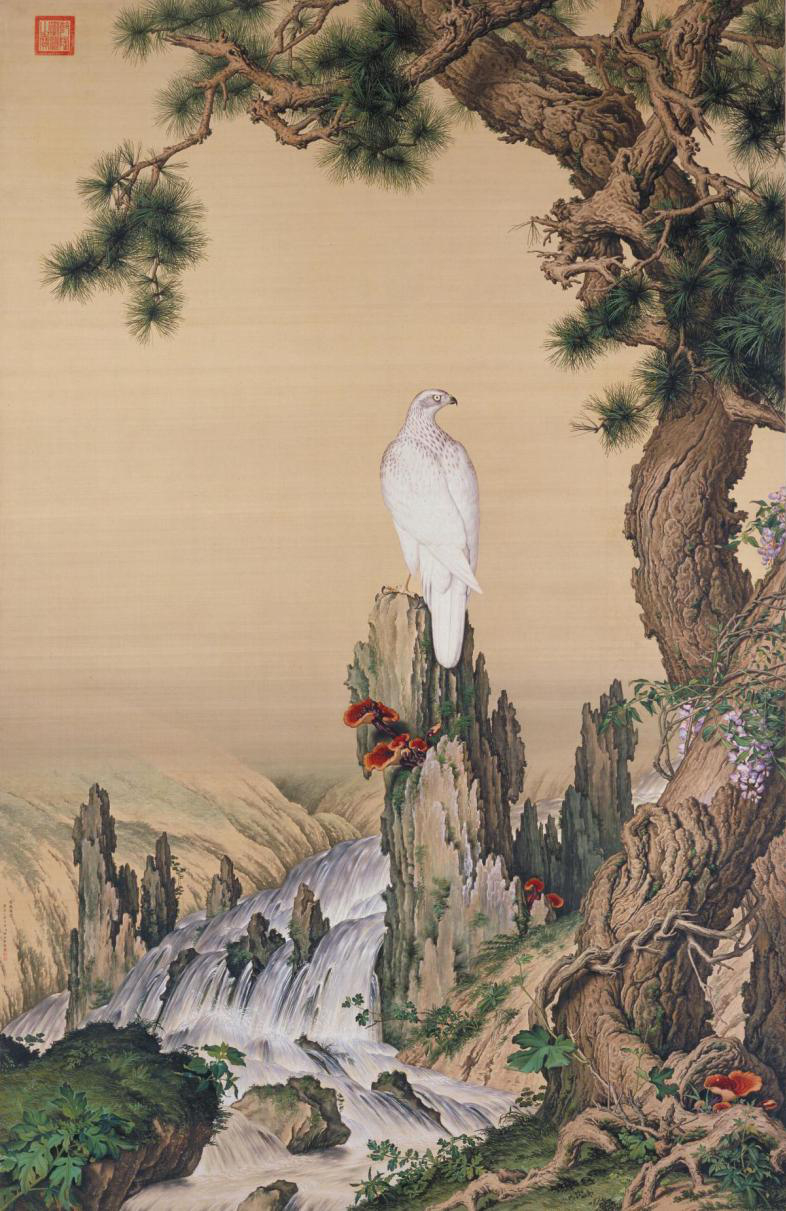
Las altas montañas ofrecen espléndidos políporos, 1723-35, de Lang Shining (郎世宁)

## Biografía
Giuseppe Castiglione nació en Milán; su certificado de bautismo se conserva en el archivo diocesanoEl texto original dice: "1688, addi' 19 luglio, Giuseppe Simone Teodoro nato oggi, figlio del signor Pietro Castiglione e signora Anna Maria Vigone, è stato battezzato da me, curato Garzonio. Compadre fu il signor Simone Pestalozza, parrocchia del Duomo, comadre la signora Maddalena Castigliona, parrocchia San Marcellino et in fede". Archivo Histórico Diocesano, Milán.
Castiglione estudió pintura probablemente con Carlo Cornara en un famoso taller de impresión, y quizá también con Filippo Abbiati, uno de los grandes maestros de su tiempo. Para el estudio exhaustivo de todos los detalles biográficos de Castiglione la mejor opción la constituye la investigación realizada por el profesor Marco Musillo: "Reconciling two carees: the Jesuit Memoir of Giuseppe Castiglione lay brother and Qing imperial painter" publicada en Eighteenth-Century Studies, vol. 42, no. 1 (2008) Pp. 45–59. En 1709 se convirtió en jesuita entrando en el noviciado de Génova, donde todavía hoy se conservan ocho grandes lienzos atribuidos a su pincel. Destinado a la misión china, gracias al hecho de que el emperador de aquel tiempo, Kangxi, requería un pintor italiano de talento, se embarcó en Coímbra hacia el país asiático. Durante la espera en la ciudad lusa realizó dos retratos de los hijos de la reina de Portugal, hoy perdidos.
Al inicio de su llegada a China, en 1715, trabajó en colaboración con otros artistas. Ninguna obra furto de esas colaboraciones ha llegado hasta la actualidad.
Kangxi murió en 1722 y su sucesor, Yongzheng permitió al artista milanés permanecer en su cargo de pintor palatino. Sin embargo el emperador bajo cuya égida Castiglione destacó fue Qianlong, hombre de miras abiertas y gran amante de la cultura y del arte en particular. Castiglione representaba en esa época una figura de relieve, ya que en su papel de artista extranjero, logró combinar el estilo chino, inherente a la tradición del país, con la pintura occidental.
Castiglione trabajó durante 51 años como pintor de corte. Creó un género único, hecho de una mezcla de pintura europea y de la estética de la alta sociedad china del siglo XVIII. Particularmente importantes son los retratos del emperador y de sus concubinas, muy apreciados en la corte; y de los caballos imperiales. Destacan en este sentido el rollo de los cien caballos, y una pintura vertical de ocho caballos, conservados en el Museo Nacional del Palacio de Taipéi. Con ocasión del año del caballo 2014, el museo hizo preparar un gran versión digital animada de la pintura.
Durante su prolongada permanencia en China, Castiglion adoptó el nombre de Lang Shi Ning (郎世寧, Paz del Mundo). Giuseppe Castiglione murió en Pekín el 17 de julio de 1766. El emperador le concedió funerales de estado, como correspondía a su rango de mandarín de segunda clase. Fue enterrado en el Cementerio de Zhalan de los jesuitas en Pekín.

## Televisión
En 2005, la figura de Castiglione fue protagonista de la serie de televisión china Palace Artist ("Artista de Palacio"), interpretada por el actor canadiense Mark Rowswell (famoso en China con el nombre artístico de Da Shan) y transmitida por la China Central Television (CCTV).
Un nuevo docudrama sobre Giuseppe Castiglione, titulado "Giuseppe Castiglione en China: pintor imperial, siervo leal" fue realizado en Taipéi, emitido en la primavera de 2015.

## Exposiciones de obras de Castiglione en Occidente
En 1990 varias obras de Castiglione fueron llevadas a Turín para una exposición en el palacio real de Venaria.
En 2007 la muestra "Capolavori dalla città proibita. Qianlong e la sua corte" organizada por la Fundación Roma en el Museo de vía del Corso, expuso cuatro obras de Giuseppe Castiglione prestadas para la ocasión del Museo de la Ciudad Prohibida de Pequín.
En 2015 (del 31/10 al 31/01/2016) la iglesia de Santa Croce, en Florencia, organizó la muestra "Nella lingua dell'altro. Giuseppe Castiglione gesuita e pittore in Cina". Constituyó la primera muestra monográfica sobre el pintor en Italia, organizada en colaboración con el Museo del Palacio Nacional de Taipéi para celebrar el 300 aniversario de la llegada de Castiglione a China.

## Galería

El emperador Qianlong
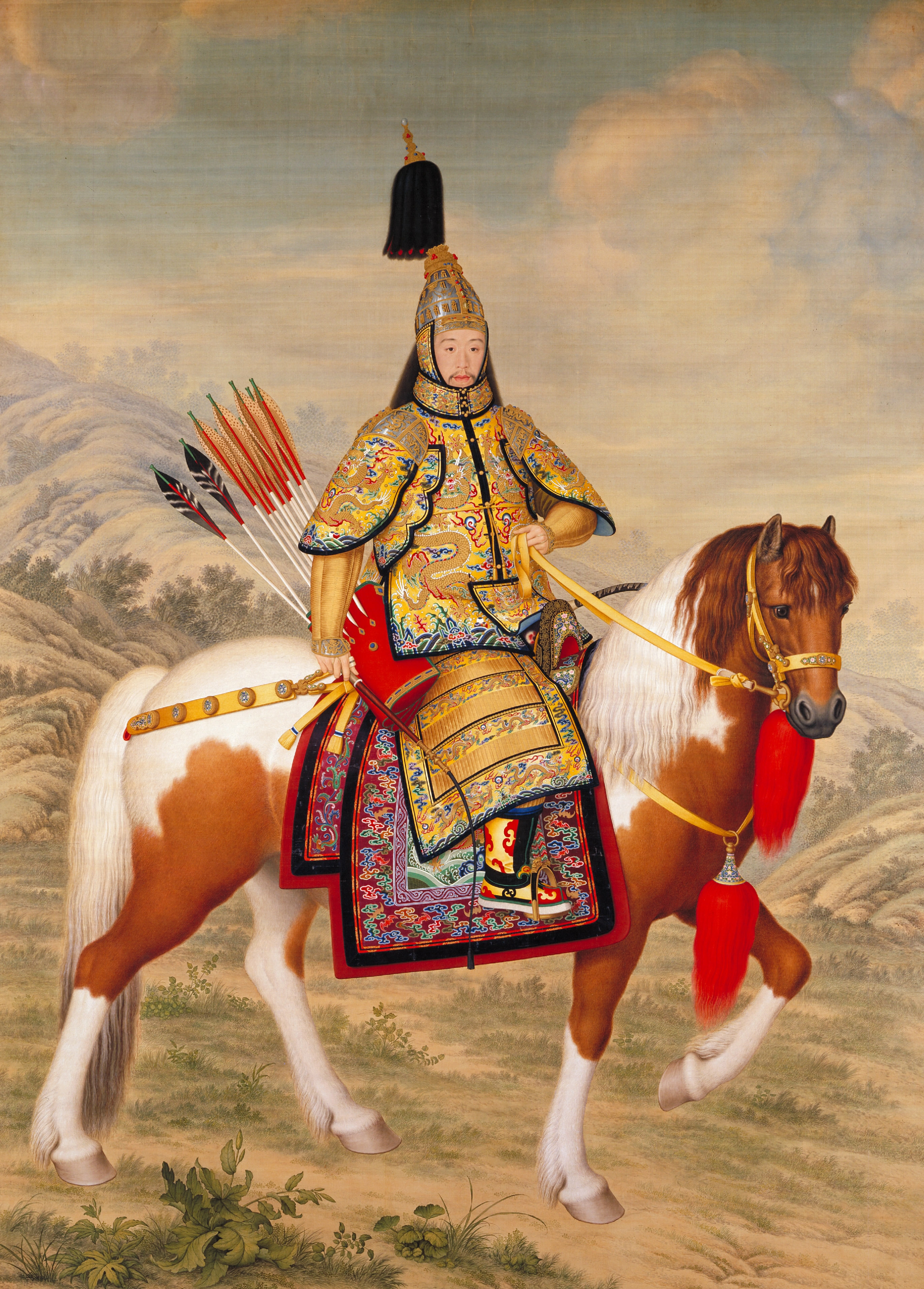
Retrato del emperador Qianlong
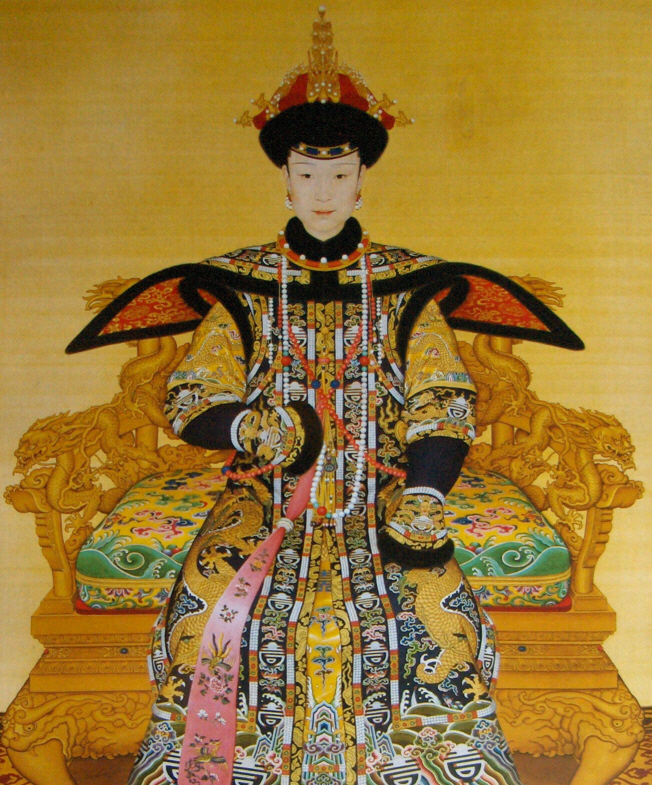
La emperatriz Xiaoxianchun
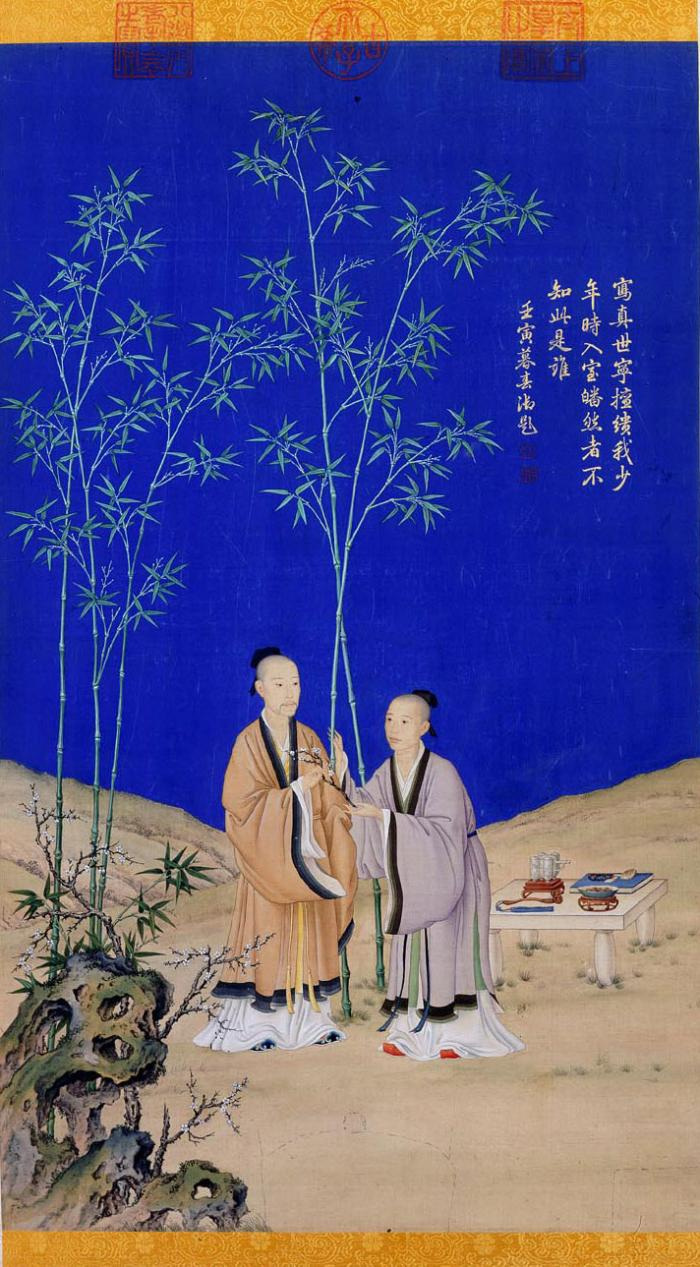
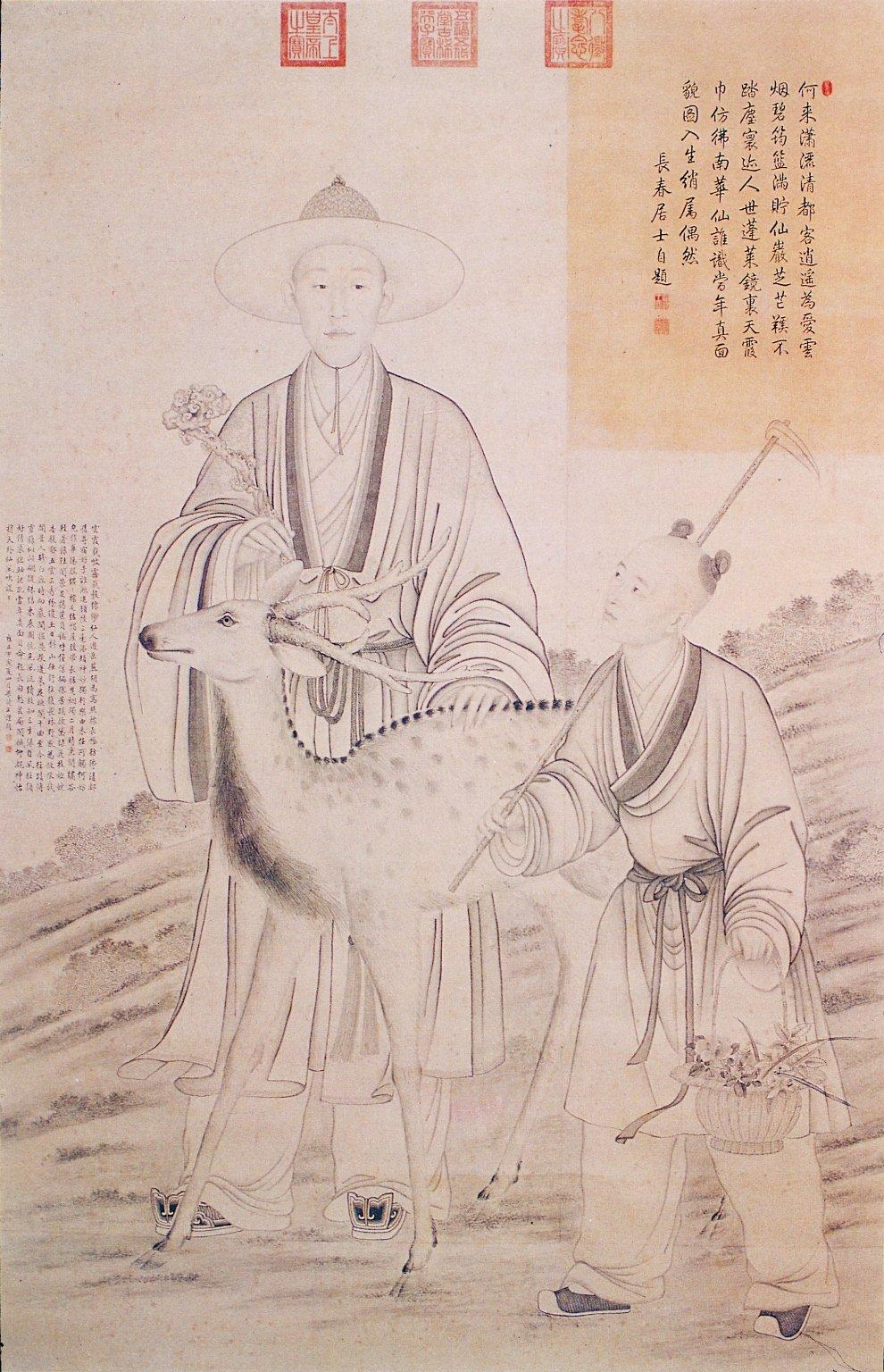
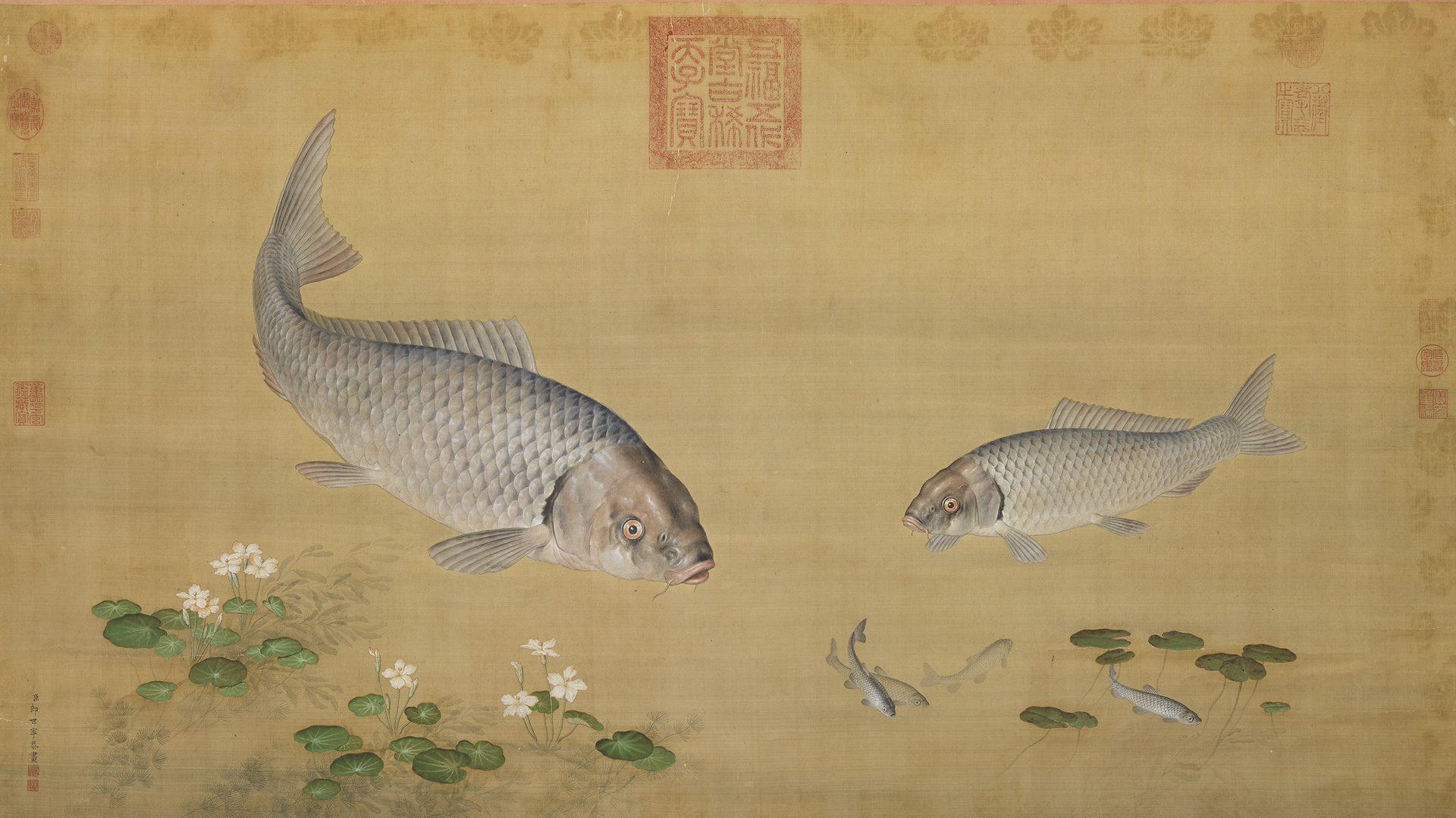
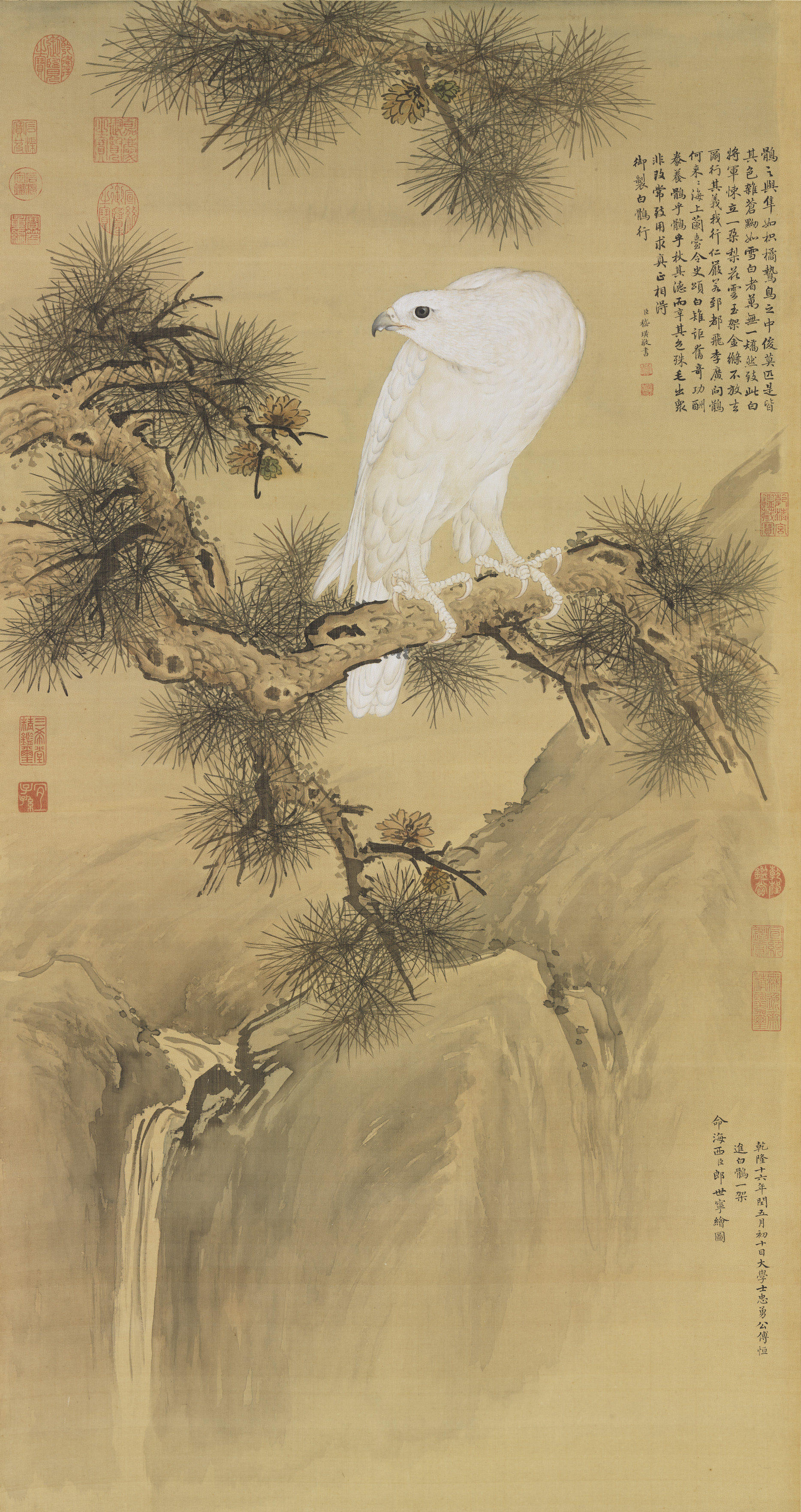
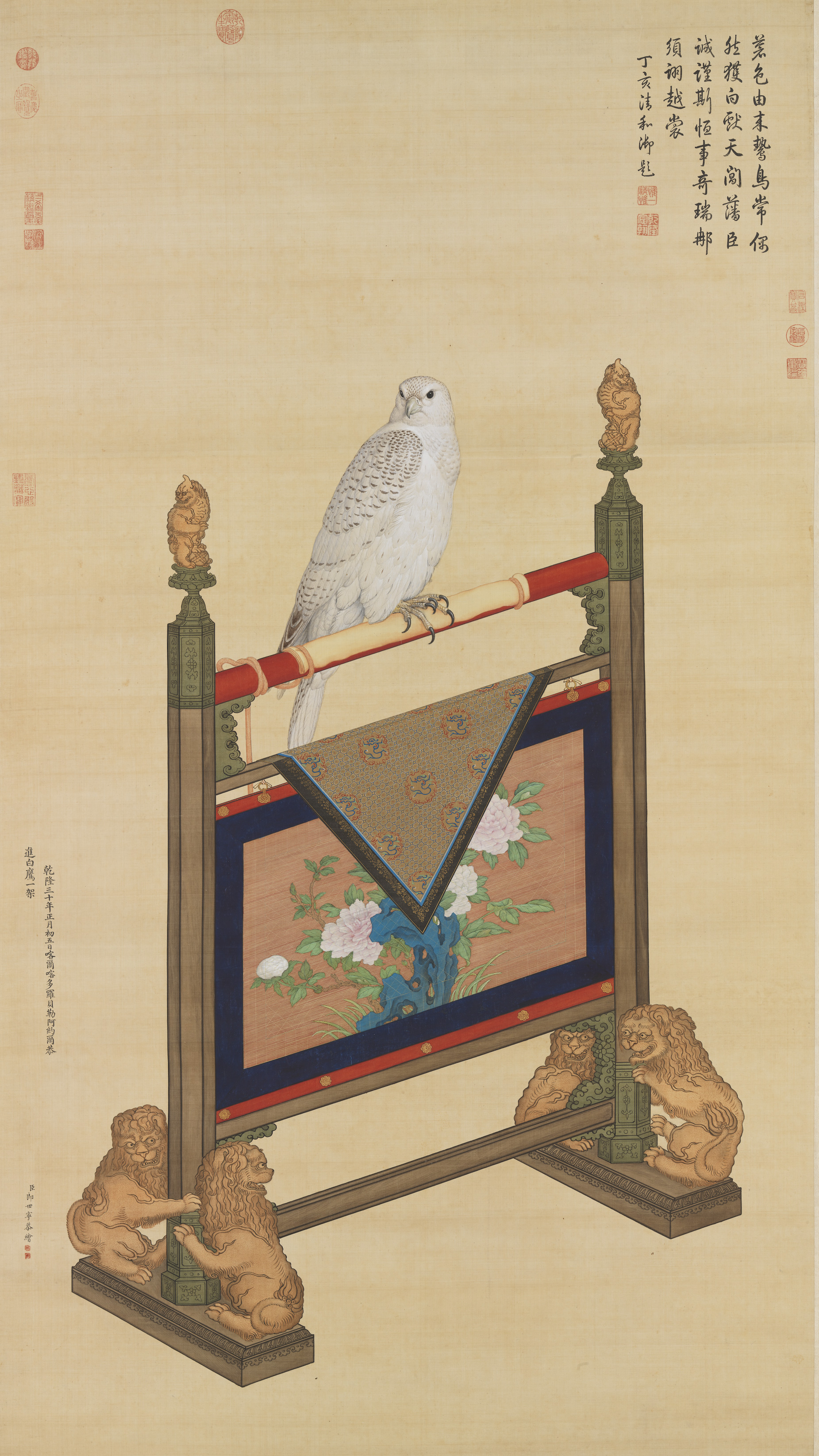
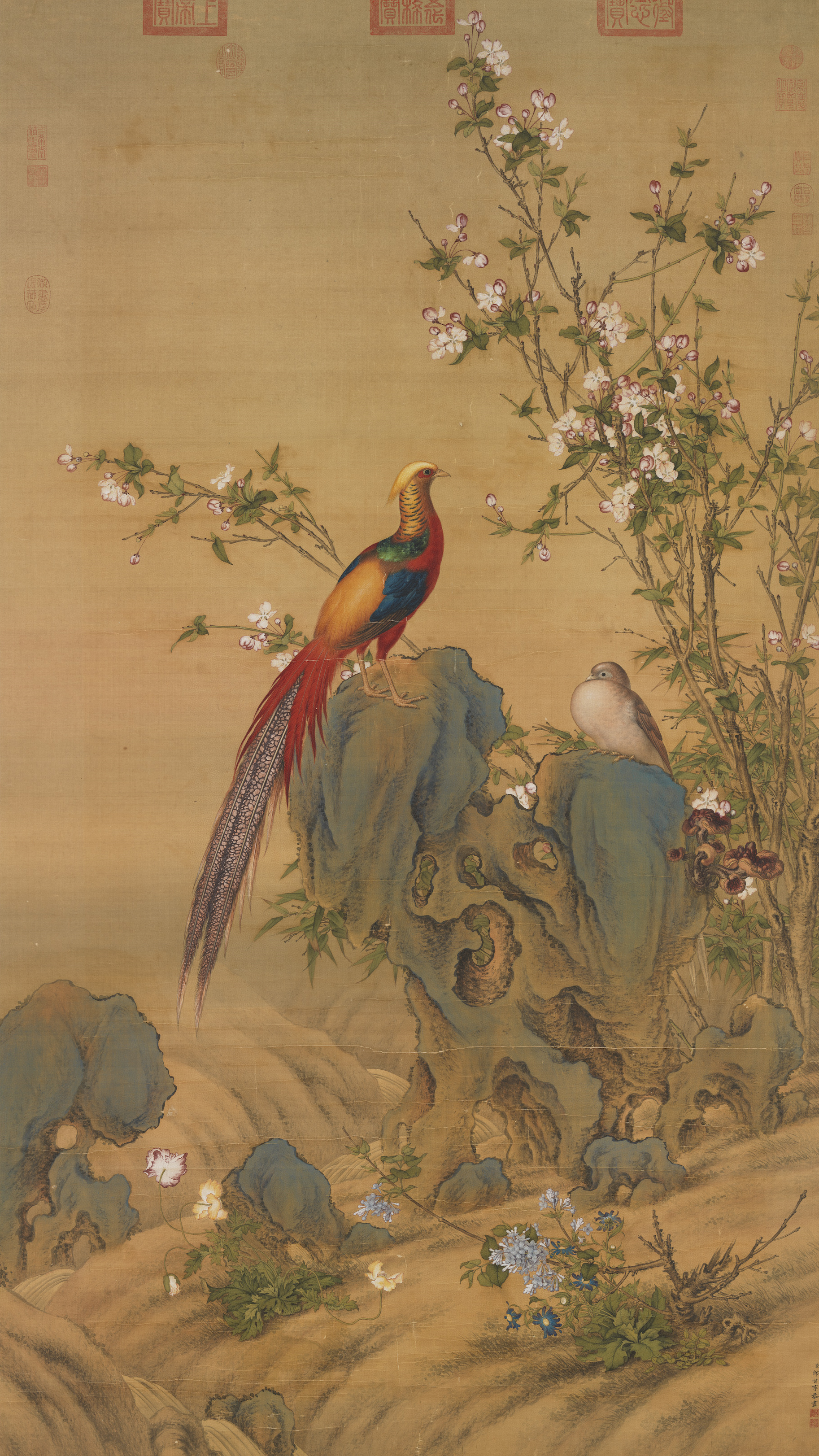
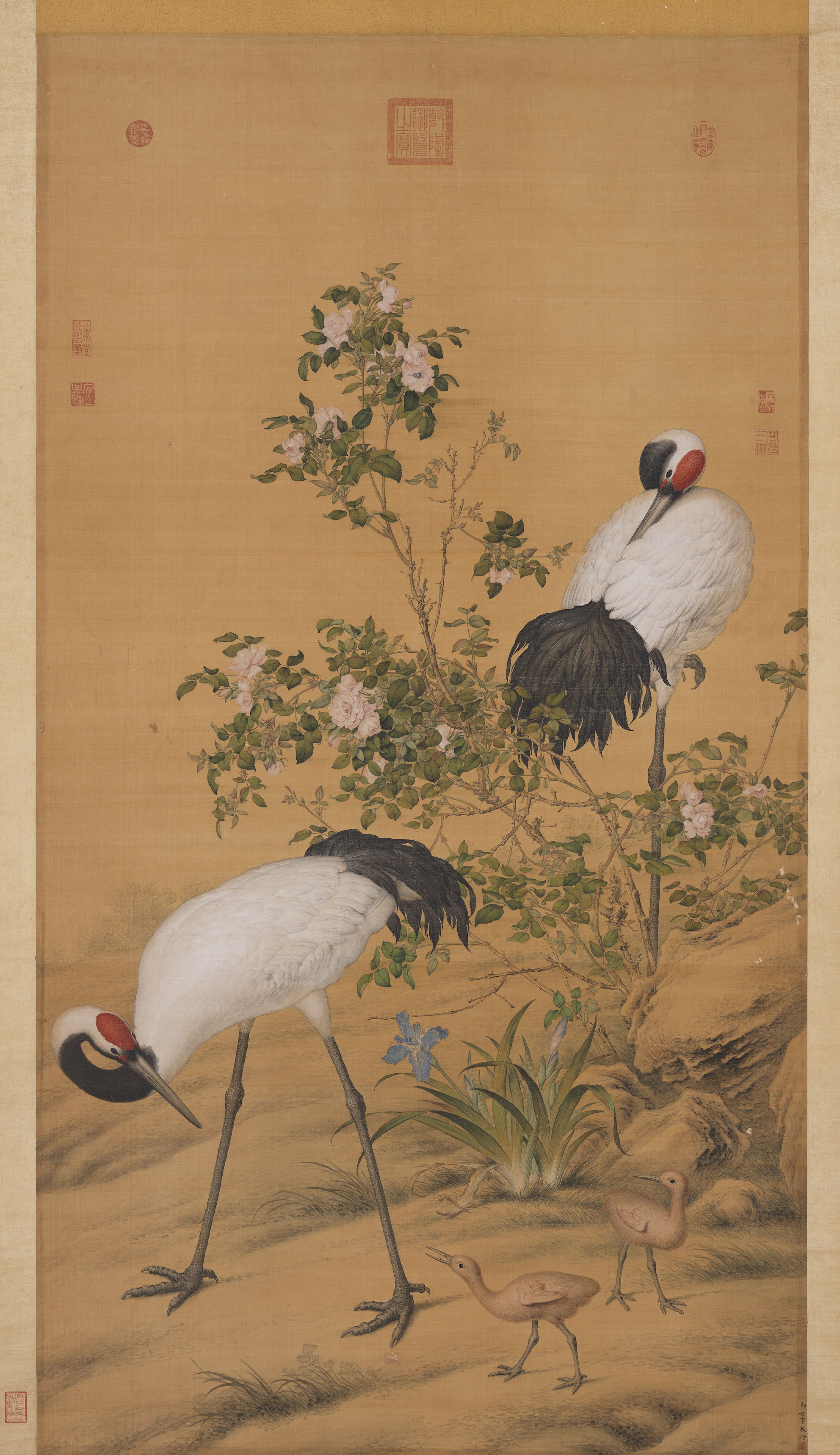
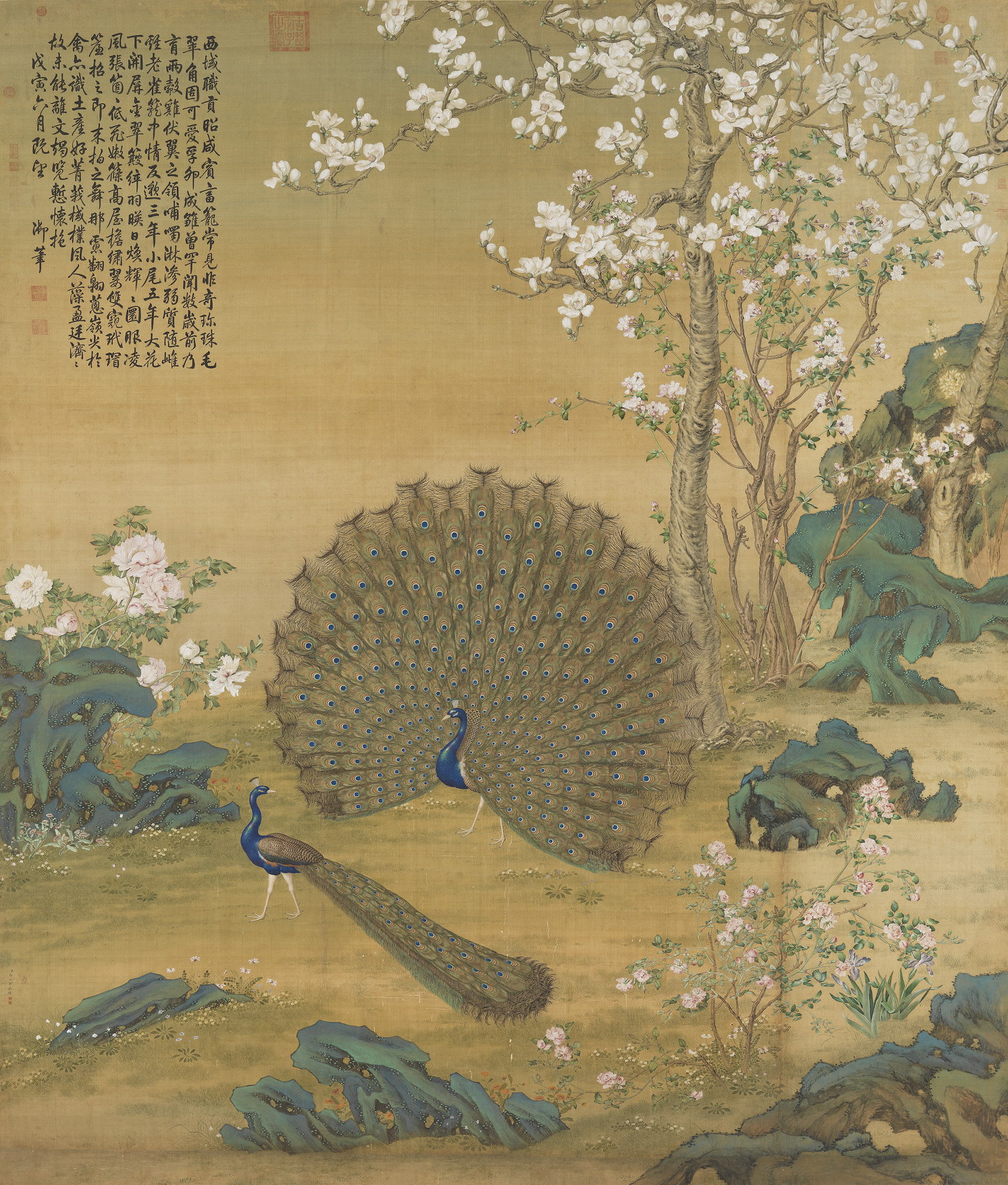
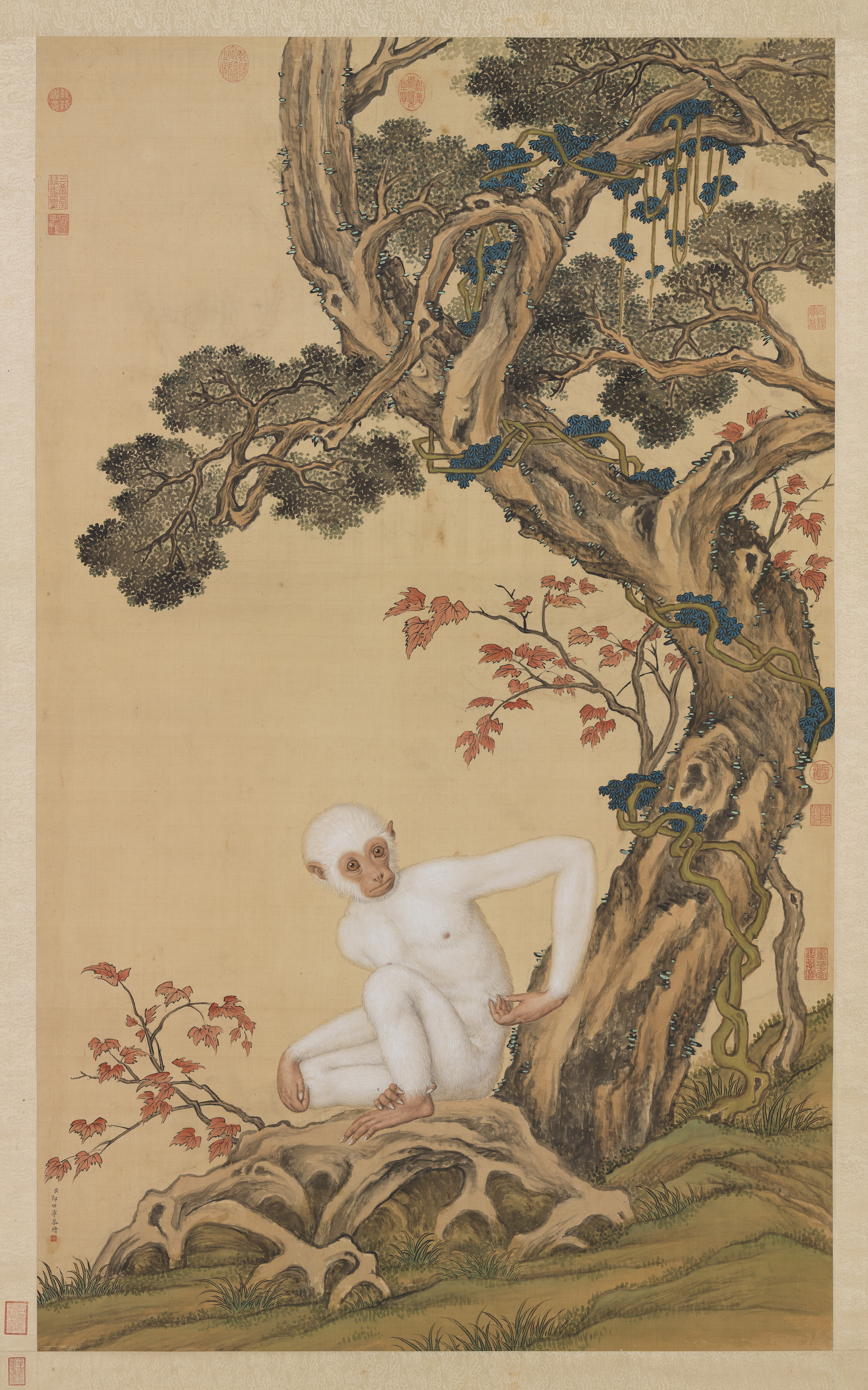
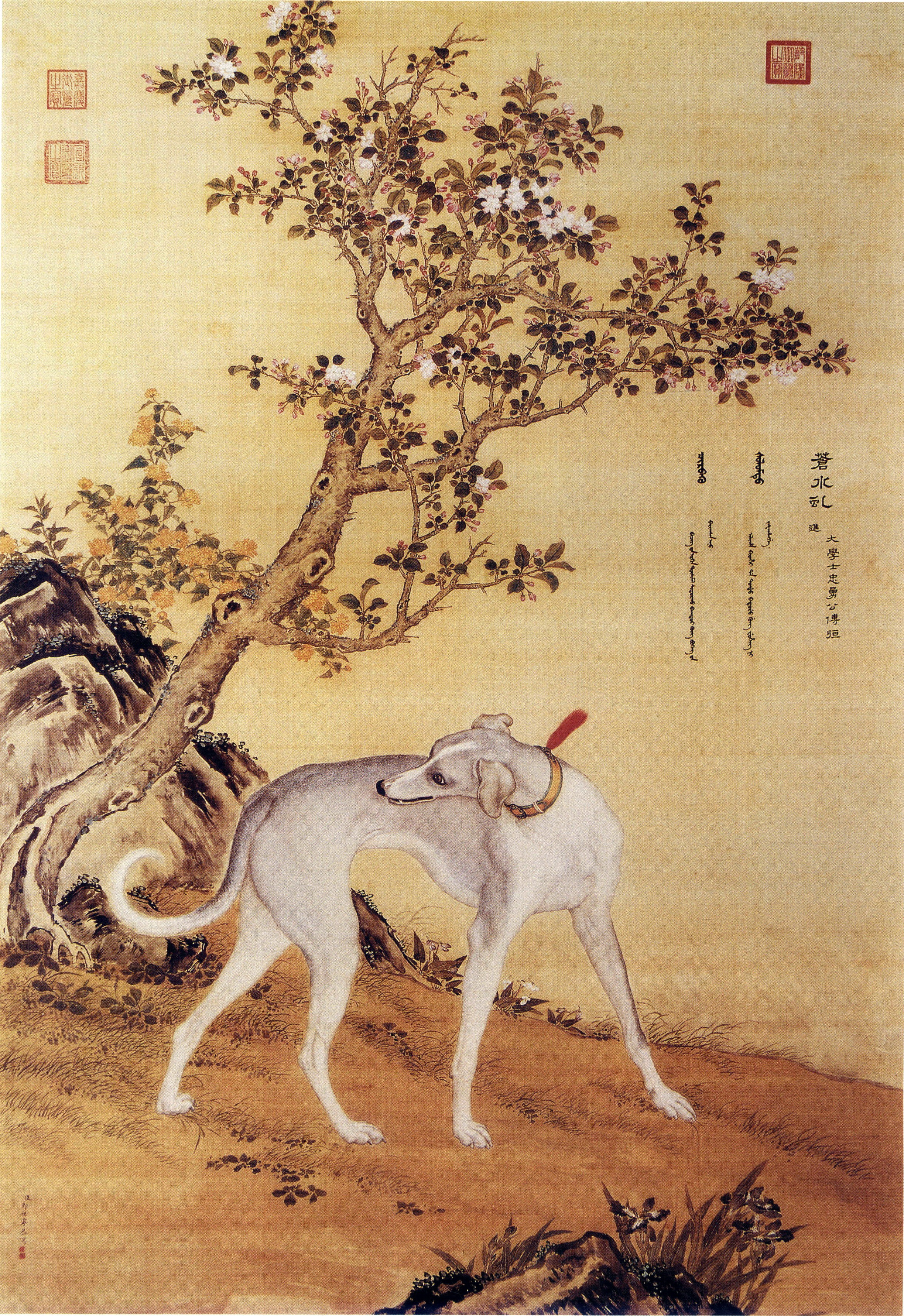
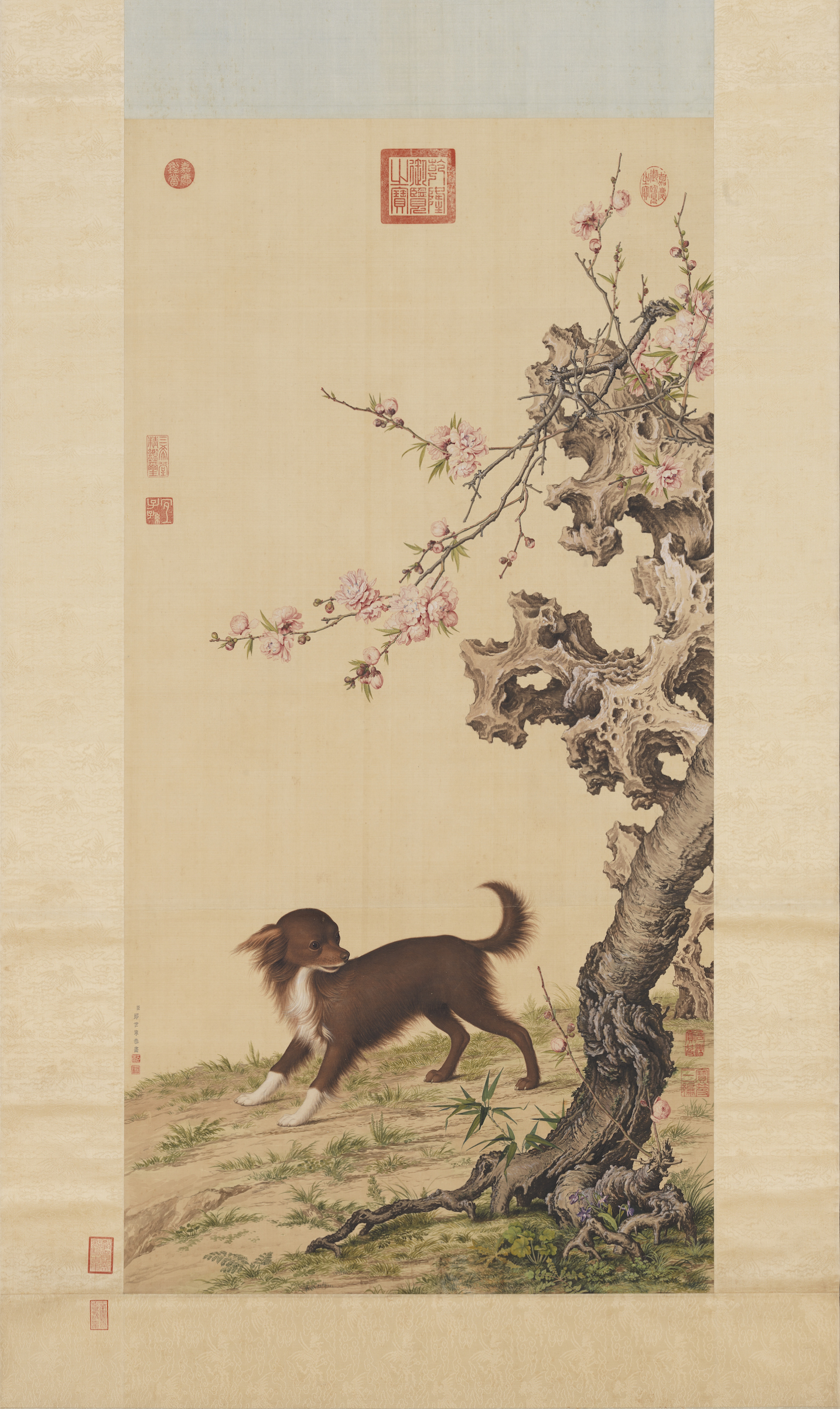
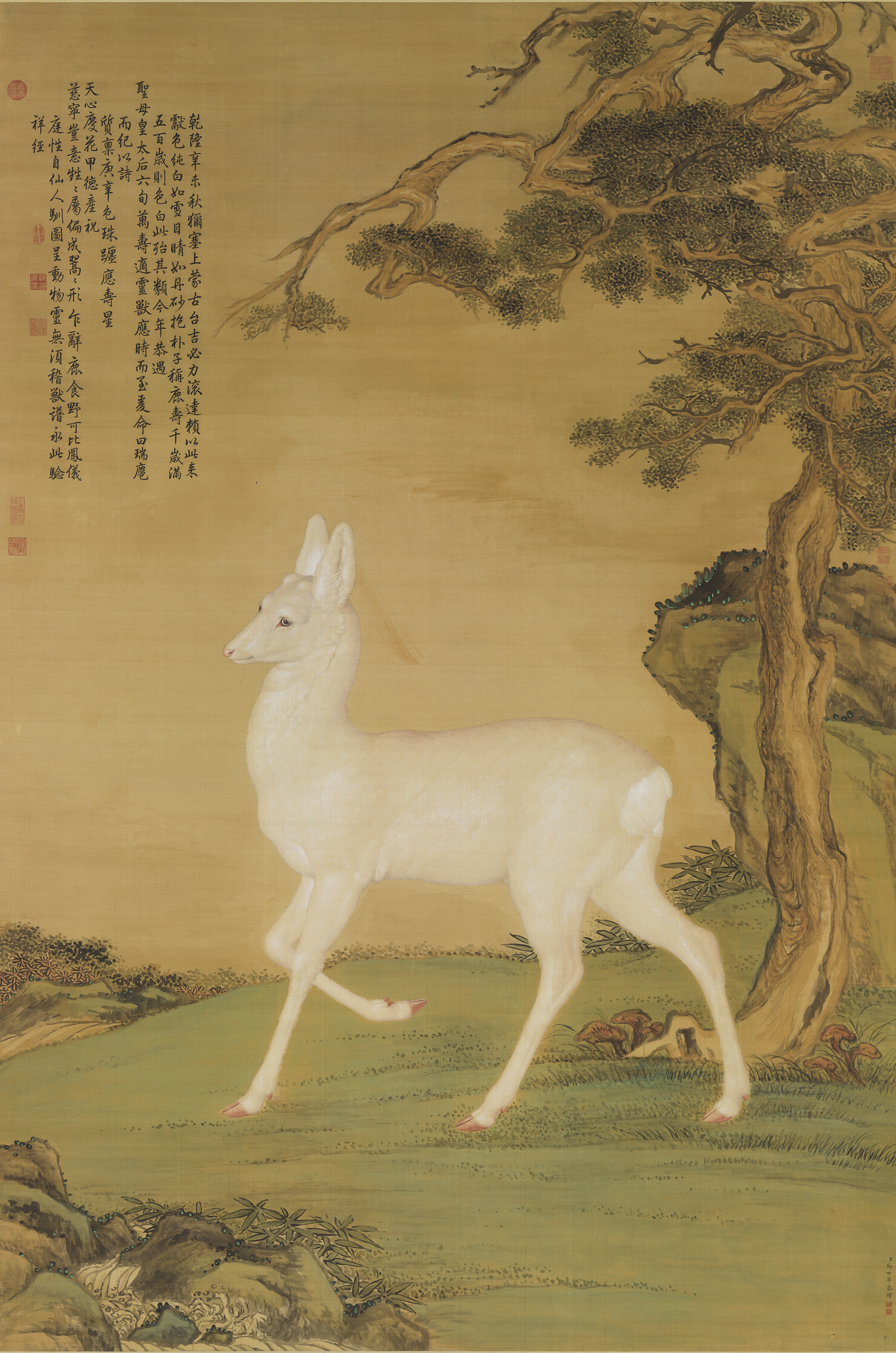
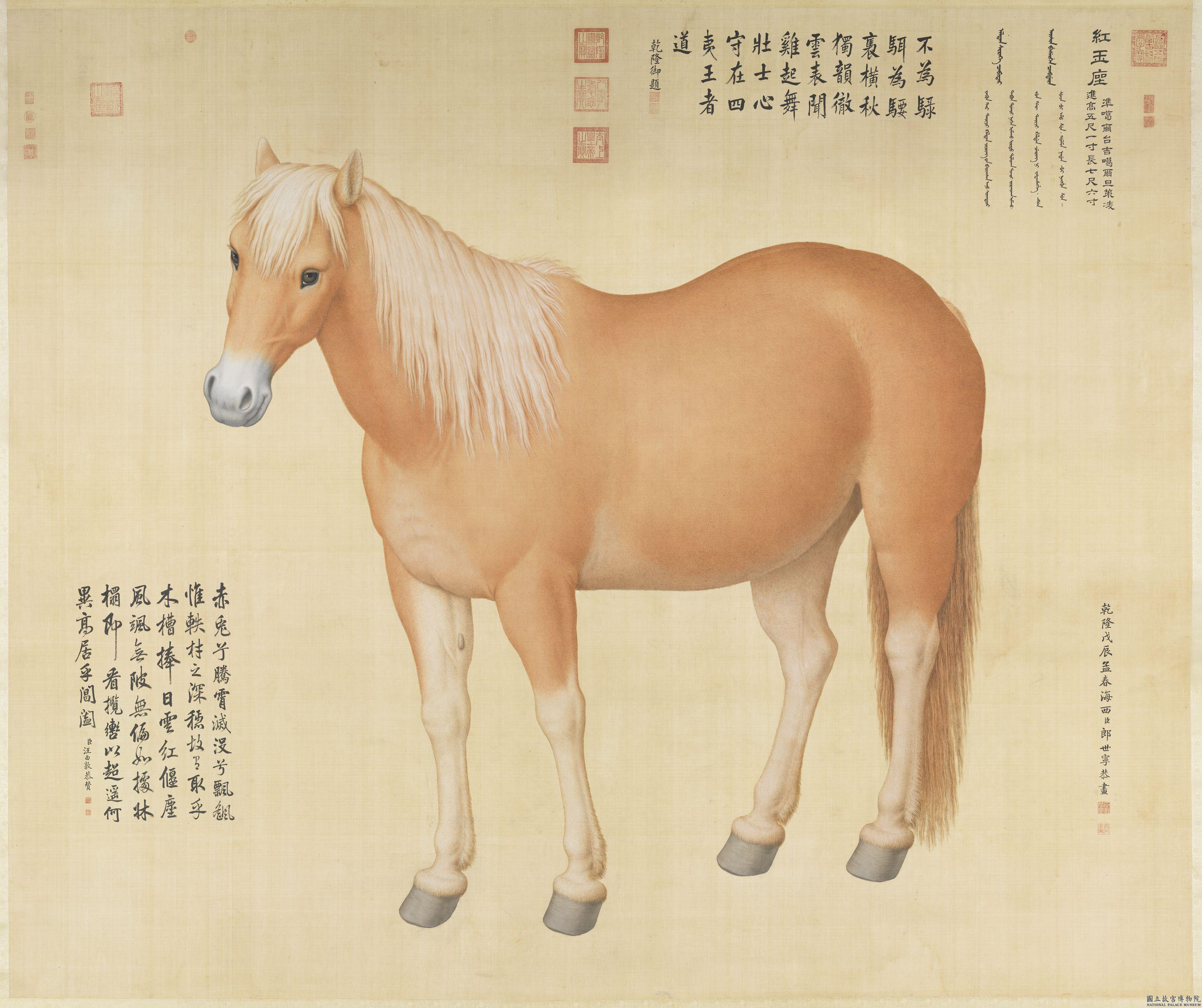
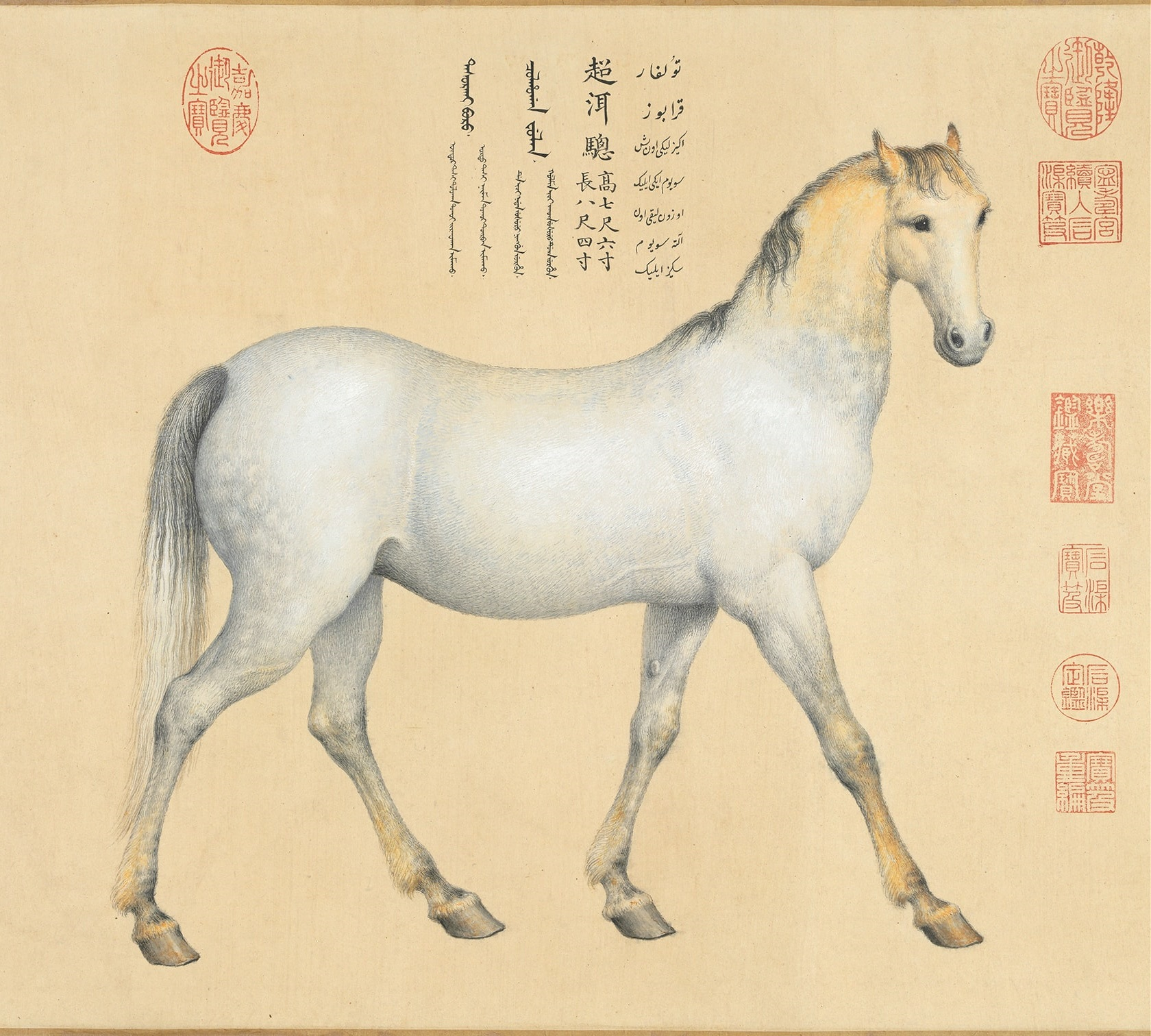
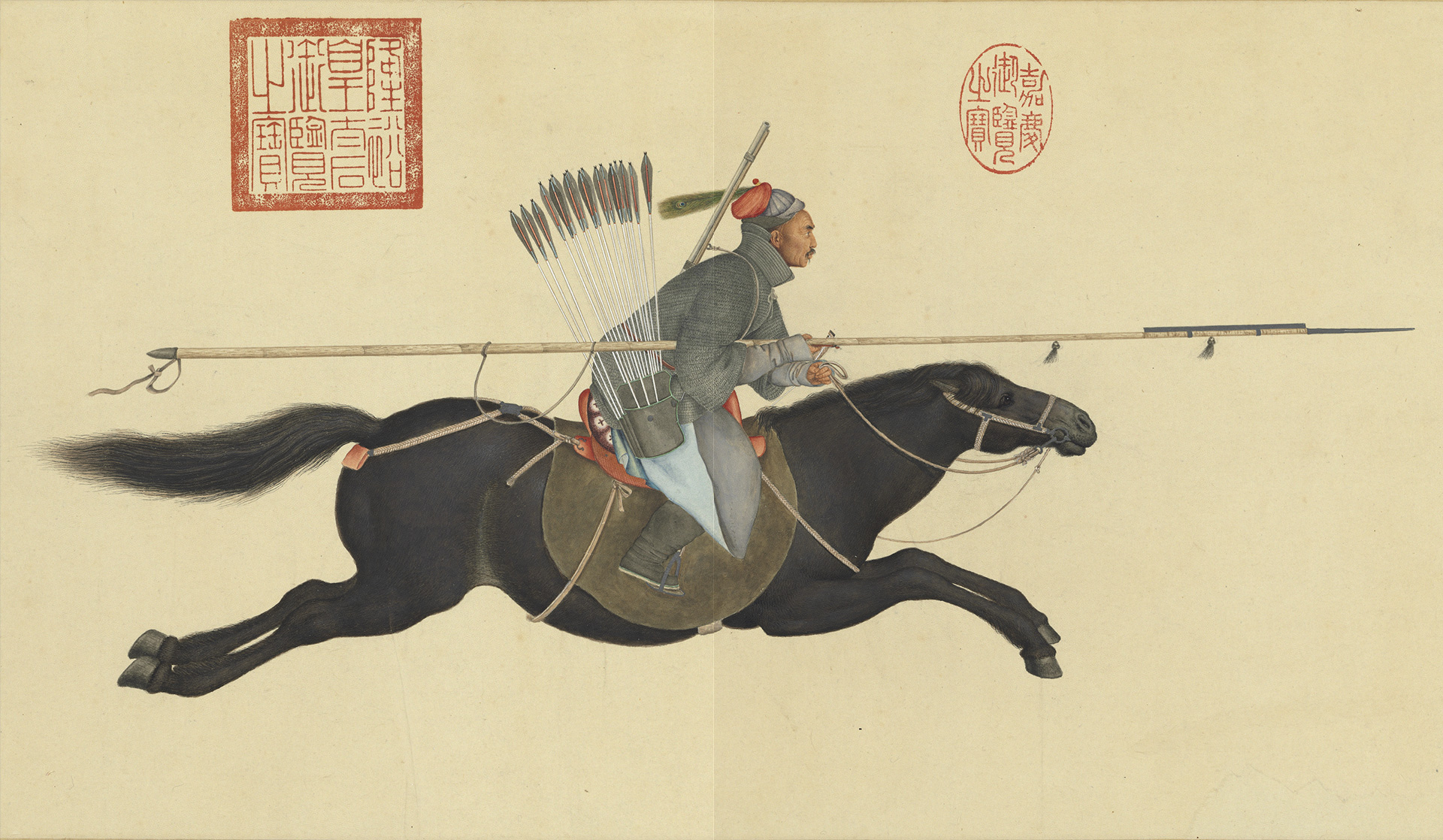
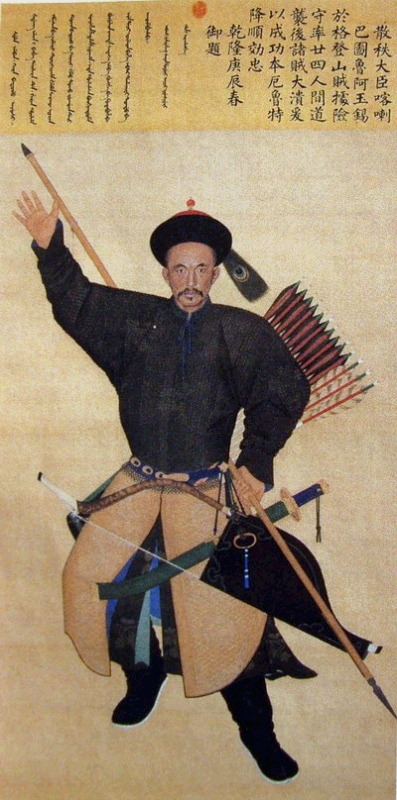
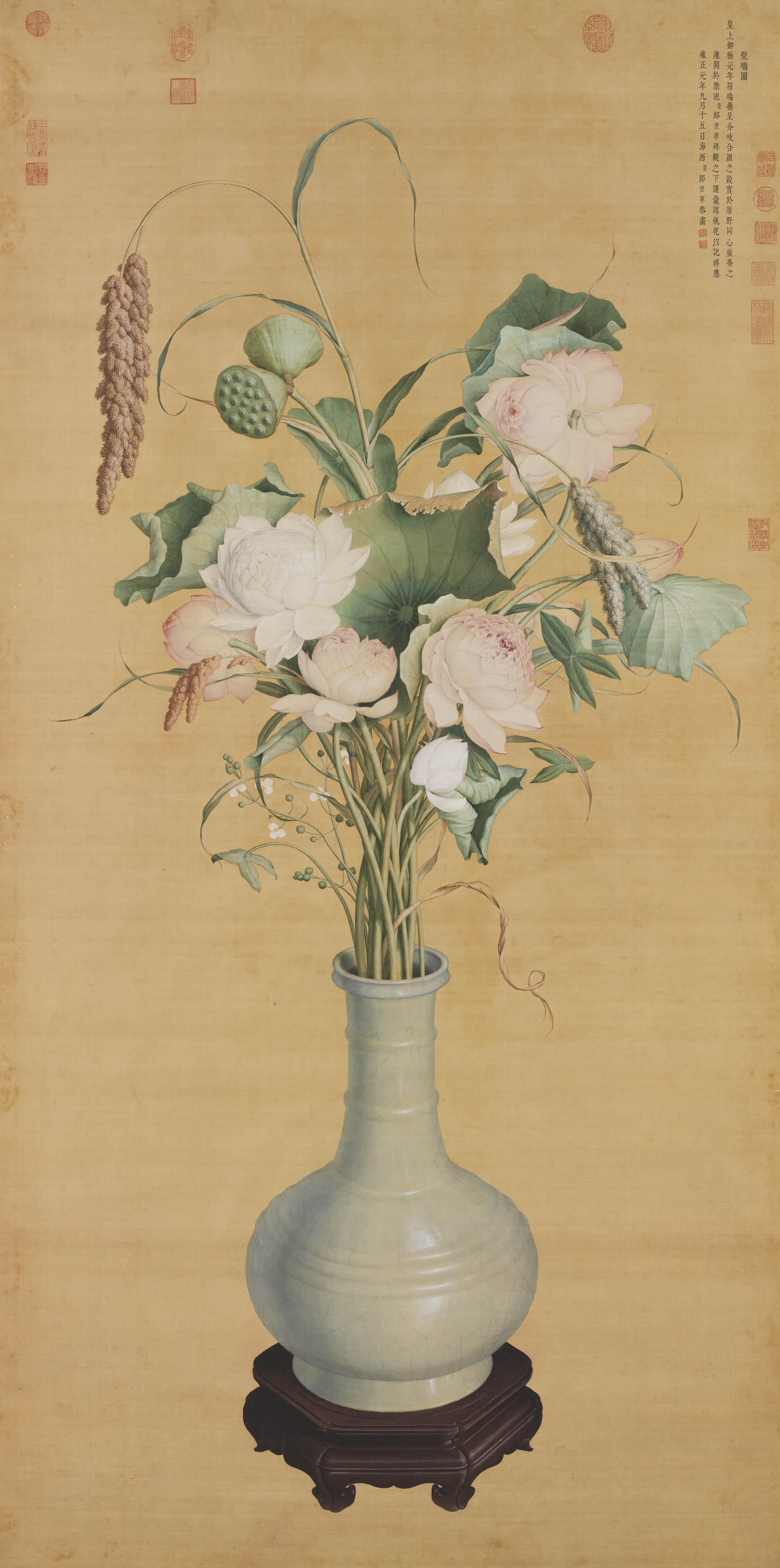
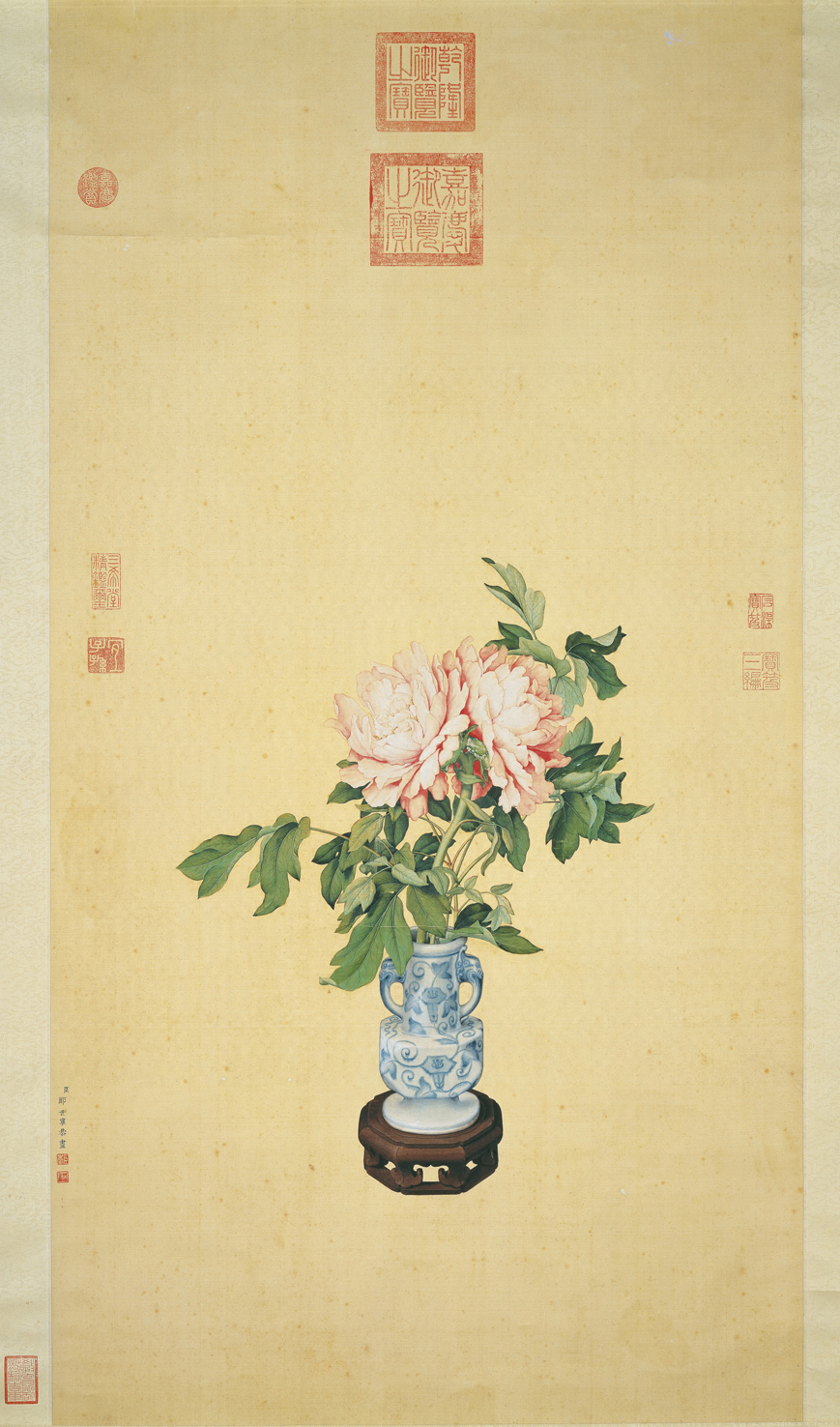
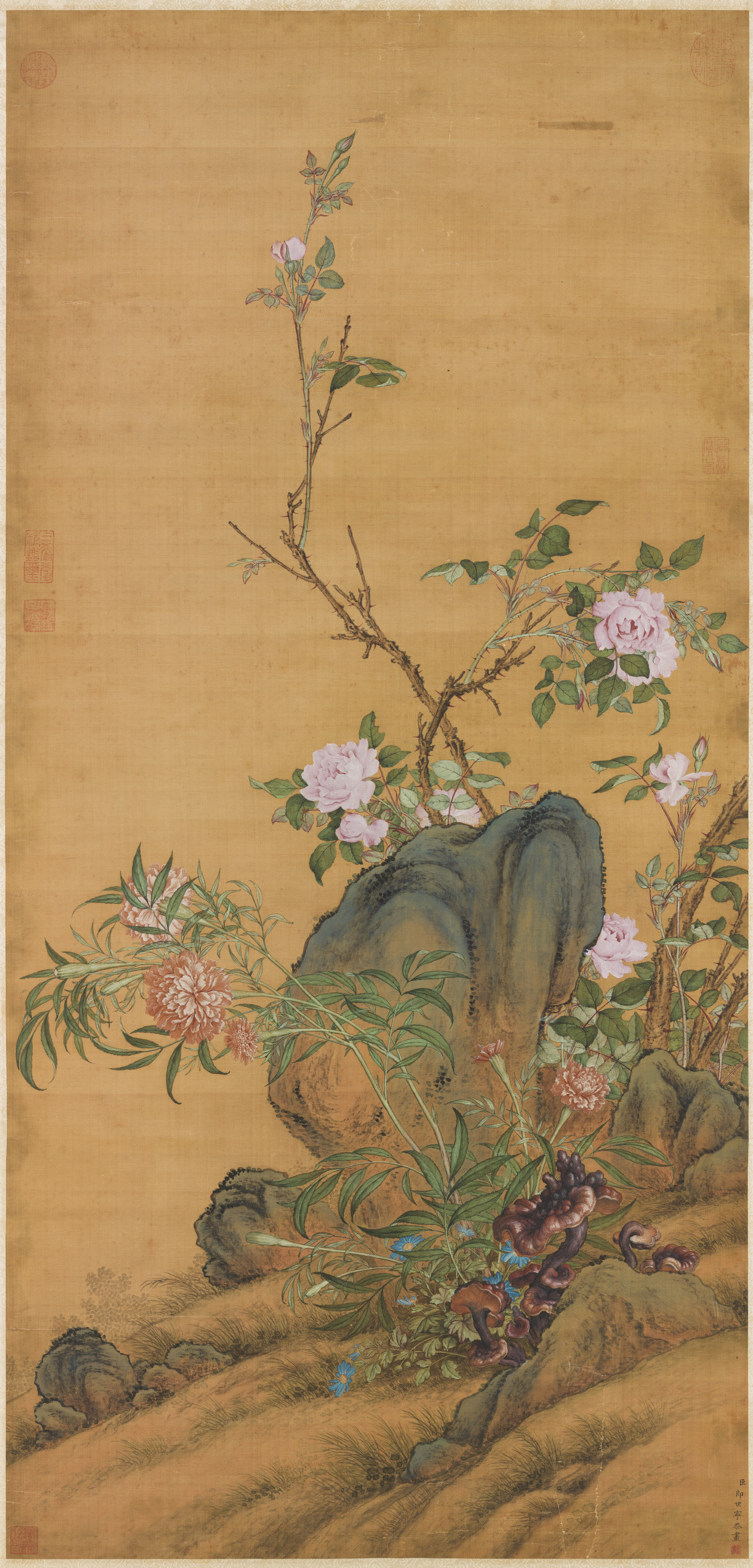
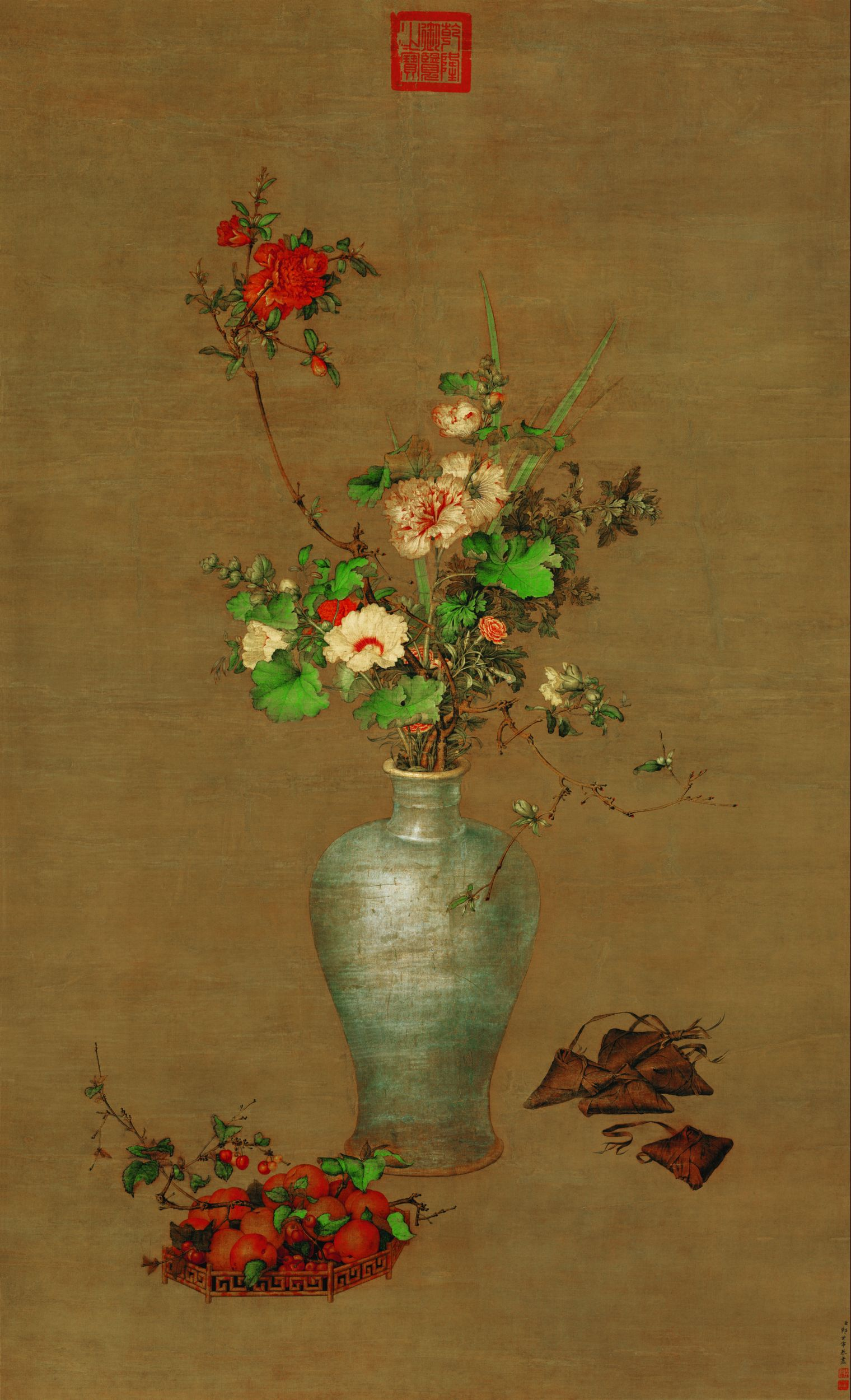
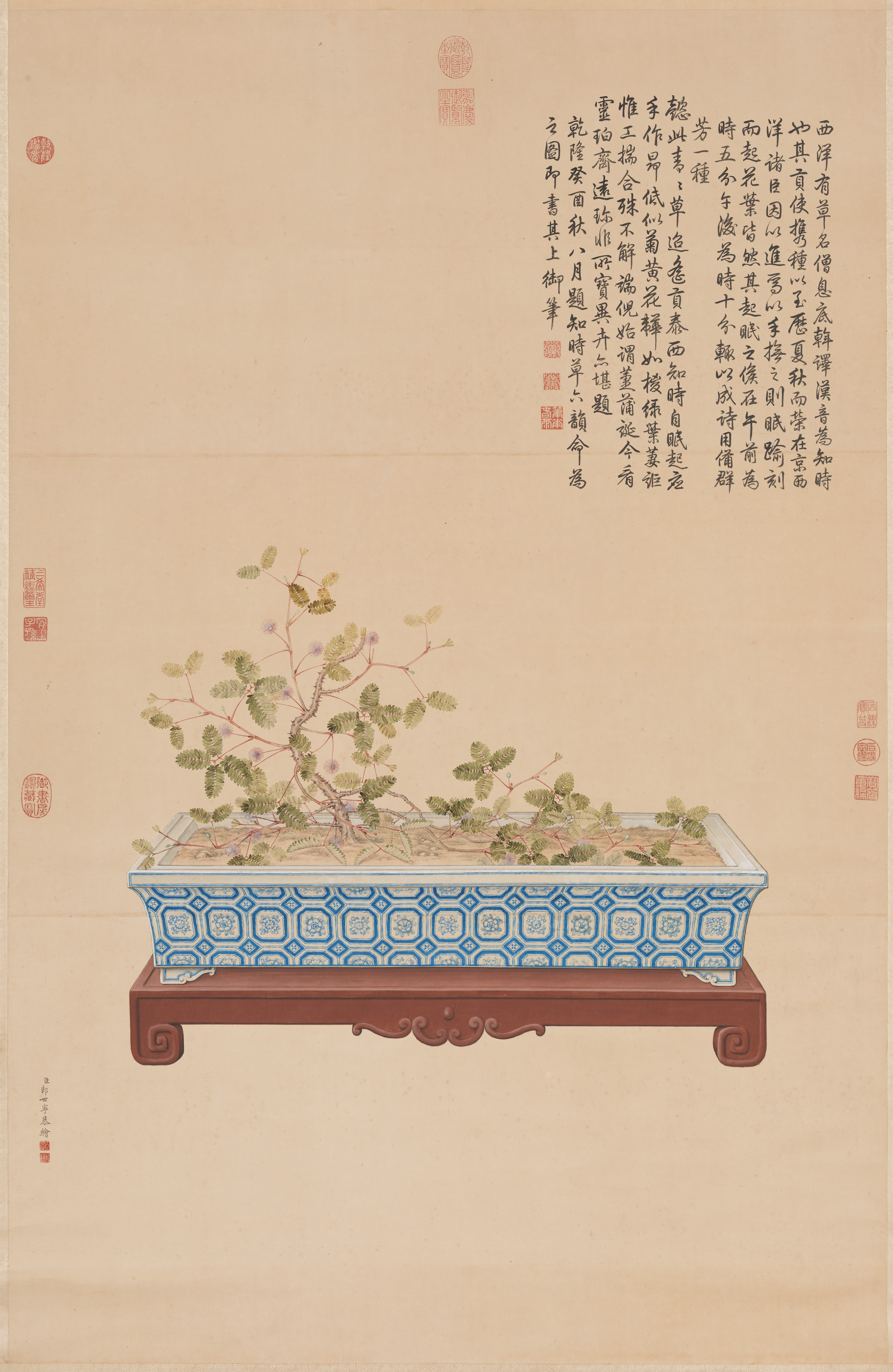
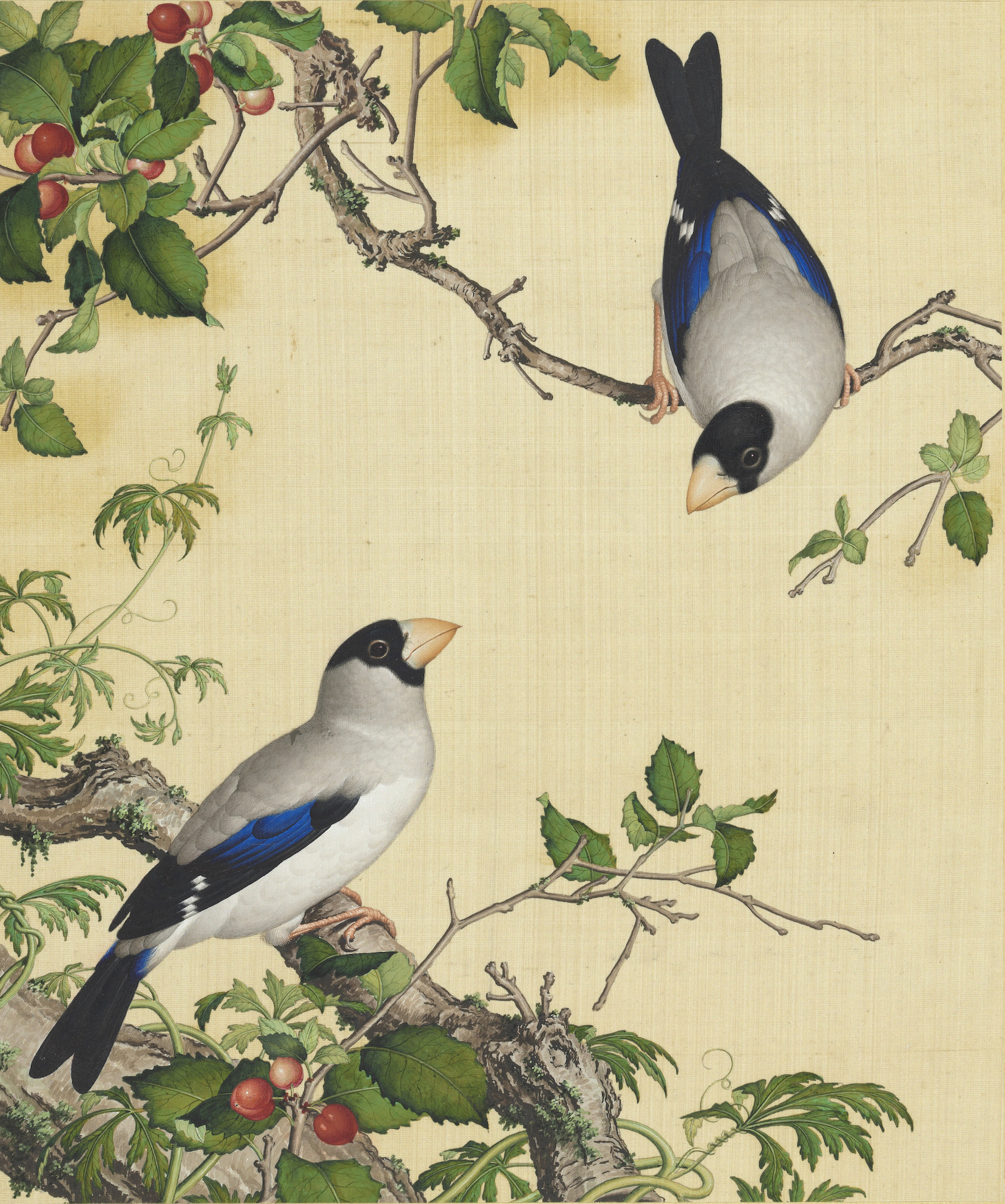